# Lieven de Key

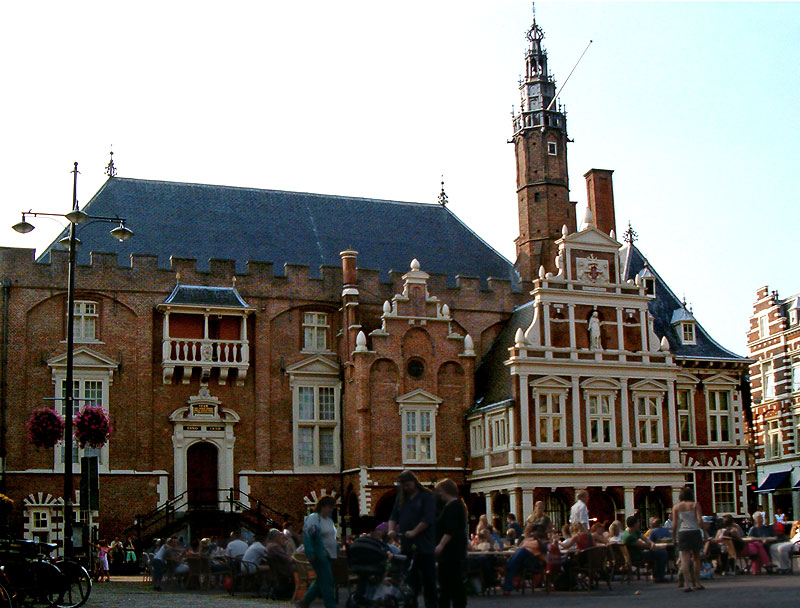
Das Haarlemer Rathaus

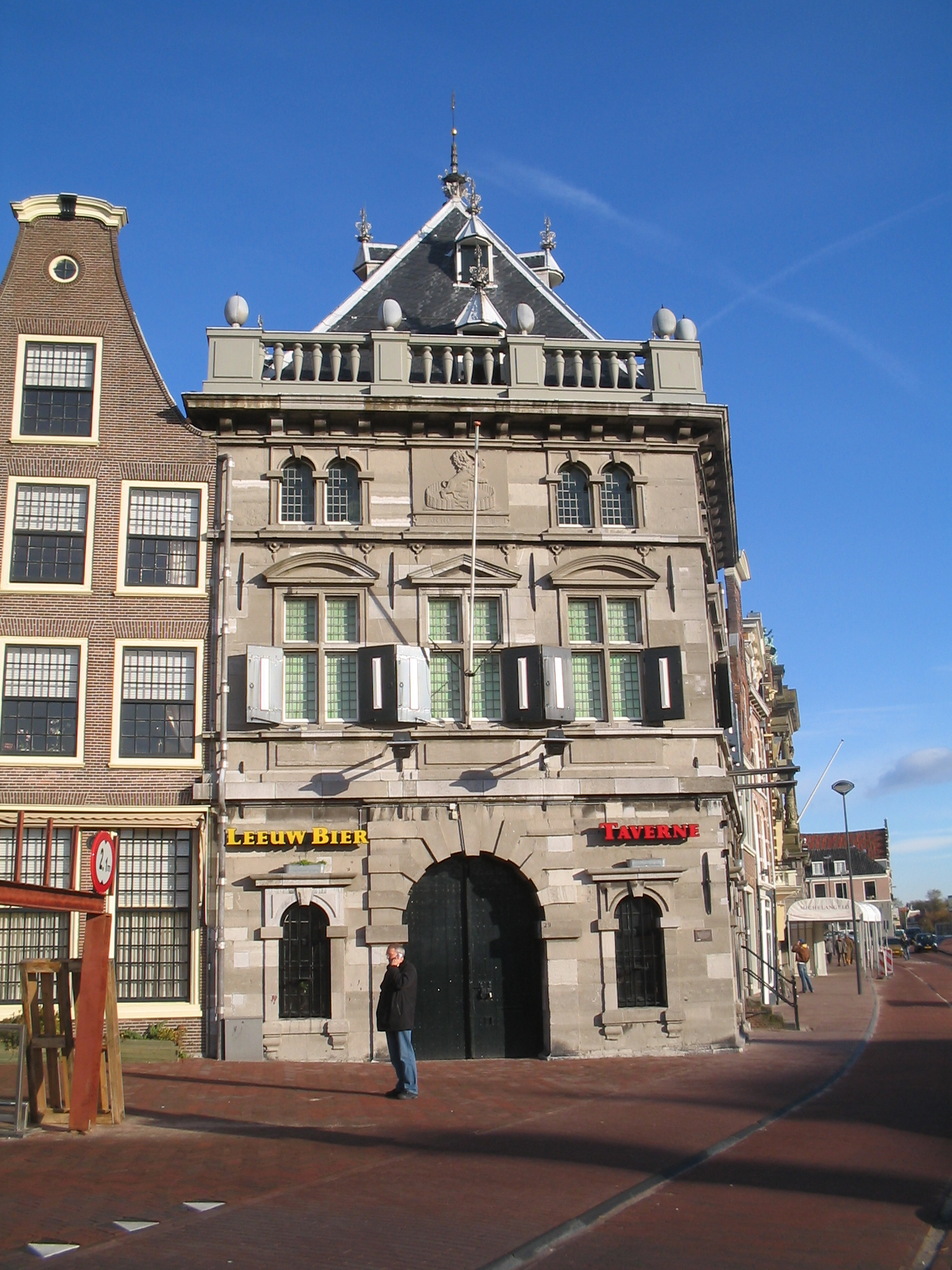
De Waag in Haarlem

Lieven de Key (* um 1560 in Gent; † 17. Juli 1627 in Haarlem) war ein niederländischer Architekt. Er gilt zusammen mit Hendrick de Keyser (1565–1621) als führender Baumeister des Goldenen Zeitalters. Während de Keyser noch einen eher nüchternen Baustil pflegte, bevorzugte de Key schon barocke Ornamente und Ausschmückungen, ganz im Stil der auslaufenden Niederländischen Renaissance. Sein Stil lässt sich als Renaissance-Manierismus beschreiben. Zu seinen bedeutendsten Innovationen gehört die abgestufte Giebelfassade, die in Haarlem überall zu sehen ist, und das typische Haarlemer Wohnhaus. Dieses wurde gebaut aus kleinen roten Backsteinen und ist je nach Bedarf mit Bildhauereien und weißen, in die Fassade eingearbeiteten Steinblöcken verziert. Auffällig bei de Keys Bauten ist, dass über den Fenstern und Türen meist ein gemauerter Rundbogen aus eben diesen weißen Steinblöcken anzutreffen ist.
De Key war gebürtiger Flame und ging bei Hans Vredeman de Vries in Antwerpen in die Lehre. Er gehörte zu den rund 15.000 protestantischen Emigranten, die ab 1584 auswanderten, als Alessandro Farnese, Herzog von Parma, weite Teile der südlichen Provinzen der Niederlande für Spanien zurückeroberte und dort wieder die katholischen Religion dominierte. Lieven de Key wanderte mit seiner Familie nach London aus. Dort wurde er Mitglied der Niederländisch-reformierten Kirche und heiratete in dieser Kirche eine Frau aus seinem Heimatort Gent.
1591 kam Lieven de Key nach Haarlem, wo seine Schwester und sein Bruder bereits lebten. Er arbeitete als Steinmetz und Architekt. Sein Bruder war ein reicher und einflussreicher Geschäftsmann, dessen Einfluss es auch zu Verdanken ist, dass er 1592 Stadtbaumeister von Haarlem wurde. Zu seinen dortigen Werken gehören De Waag (1598), die Fassade des Rathauses (1597), die Vleeschhal (Markthalle) (1602–1603), die Lateinschule, das Oudemannenhuis, das heute das Frans-Hals-Museum beherbergt (1608) und die Türme der Nieuwe Kerk (1613). In Leiden schuf er die Fassade des dortigen Rathauses.
Nach ihm benannt ist eine Architekturschule in Haarlem.